# Beaucourt
Beaucourt je francouzská obec v departementu Territoire de Belfort, v regionu Franche-Comté v severovýchodní Francii.

## Populace
Graf demografického vývoje v Beaucourt